# 氷川神社 (足立区入谷)
氷川神社（ひかわじんじゃ）は東京都足立区の神社。地名を冠して入谷氷川神社（いりやひかわじんじゃ）とも称される。

## 概要
創建年代は不明である。ただ江戸幕府昌平坂学問所が編纂した『新編武蔵風土記稿』には「八幡社」という神社が既にあったとされている。
当社は入谷村の鎮守であり、「入谷古墳」という古墳の上に建てられている。境内には、足立区が立てた「入谷古墳跡」の碑がある。
1874年（明治7年）、舎人の氷川神社より須佐之男命を分祀し、「氷川神社」に改称した。

## 文化財
- 入谷古墳跡（足立区登録文化財/記念物/史跡）[4]

## 交通アクセス
- 見沼代親水公園駅より徒歩11分（経路案内）。